# Első Emelet 2
Az Első Emelet 2 az Első Emelet együttes második lemeze, mely 1985-ben jelent meg. Számai egyben az ez évben forgatott Linda filmsorozat egy részében is hallhatóak voltak. A zenekar budapesti lemezbemutató koncertje egybe esett a Linda forgatásával, mely a Petőfi Csarnokban zajlott. A lemezt a Hungaroton jelentette meg a Start márkanév alatt. Az összes dal szövegét Geszti Péter írta. Az 1990-es években CD-n is megjelent.

## Az album dalai

### A oldal
1. A film forog tovább – 4:02
2. Édes évek – 4:41
3. Szíveltérítés – 3:37
4. Időgép – 3:18
5. Trópusi éj – 3:45

### B oldal
1. Táncosnő – 5:21
2. Kutyavilág – 4:00
3. Idegenek a városban – 3:05
4. Szentivánéji álom – 3:42
5. Benő a hős – 2:57